# الاعتراف القانوني بالعلاقات المثلية في ناميبيا
لا يتم الاعتراف قانونيا بالعلاقات المثلية حاليًا في ناميبيا. تم رفع العديد من قضايا المحاكم حول القضية إلى المحكمة العليا، مع كون الأحكام في الانتظار.

## التاريخ

### خلفية
«قانون الزواج» (قانون 25 لسنة 1961)، الذي سنه برلمان جنوب أفريقيا عندما كانت لا يزال ناميبيا تعرف بجنوب غرب أفريقيا، لا يحظر صراحة الاعتراف بزواج المثليين، كما لا يحدد طرفي الزواج بوضوح. ومع ذلك، فإن القانون «يرتكز على الأسس المغايرة جنسيا» وتم تفسيره على أنه لا يعترف قانونيا بالعلاقات المثلية.
وبالمثل، فإن دستور ناميبيا لا يسمح ولا يحظر صراحة زواج المثليين. تنص المادة 14 (2) على ما يلي:
لا يجوز عقد الزواج إلا بموافقة حرة وكاملة من الزوجين.
تنص المادة 14 (1) على أنه يجوز للرجال والنساء في سن كاملة الدخول في زواج بصرف النظر عن عرقهم أو لونهم أو دينهم أو إثنيتهم أو عقيدتهم أو وضعهم الاجتماعي أو الاقتصادي أو جنسيتهم. علاوة على ذلك، يحق للرجال والنساء التمتع بنفس الحقوق والواجبات، سواء أثناء الزواج أو عند انفصاله. تضع المادة 14 (3) الأسرة على أنها «الوحدة الطبيعية والأساسية في المجتمع»، التي تتمتع بحماية خاصة من الدولة.

### قضايا المحكمة

العلاقات الجنسية المثلية قانونية
زواج المثليين
توفر أشكال أخرى للاعتراف القانوني بالعلاقات المثلية كالاتحاد المدني أو الشراكة المسجلة (أو المساكنة غير المسجلة)
لا اعتراف
العلاقات الجنسية المثلية غير قانونية
قوانين تجرم لكن لايتم تطبيقها أو قوانين غير واضحة
عقوبة سجنية
السجن المؤبد
عقوبة الإعدام

في عام 2001، رفعت امرأة من ناميبيا وشريكتها الألمانية إليزابيث فرانك دعوى قضائية للاعتراف بشراكة الحياة المسجلة حتى تتمكن فرانك من الإقامة في ناميبيا. وافق مجلس الهجرة على تصريح الإقامة، واستأنفت الدولة للمحكمة العليا. في قضية رئيس مجلس اختيار الهجرة ضد فرانك وآخر، منحت المحكمة العليا الاستئناف، أشارت المحكمة إلى:
على الرغم من أن المحكمة حكما بأنه ينبغي منح فرانك تصريح إقامة دائمة، والتي حصلت عليه بعد عام، إلا أنها لم تحكم لصالح العلاقات المثلية.

#### 2017 إلى الوقت الحاضر
في ديسمبر 2017، في ديسمبر 2017، رفع زوجان مثليان ناميبي-جنوب إفريقي وهما الناميبي يوهان بوتيغيتر وزوجه من جنوب إفريقيا دانييل ديغاشو دعوى قضائية ضد الحكومة الناميبية من أجل الاعتراف بزواجهما الذي تم عقده في جنوب أفريقيا عام 2015 في ناميبيا. لا تعترف الدولة بزواجهما، مما يسبب العديد من المشاكل القانونية والبيرقراطية للشريك الجنوب أفريقي داغيشو الذي لا يمكنه الحصول على تصريح إقامة دائمة، كما يتم إعطاءه للشركاء المتزوجين المغايرين. رفع الزوجان قضيتهم أمام المحكمة العليا. كما رفع الزوجان دعوى قضائية ضد الحكومة للاعتراف بابنهما، بموجب القانون الناميبي، والذي تم تبنيه في جنوب أفريقيا. في يناير 2018، فاز داغيشو بالتماس من المحكمة للسماح له بدخول ناميبيا في حين تواصل المحكمة العليا مراجعة قضيتهم.
في عام 2018، تم رفع قضية ثانية إلى المحكمة العليا من قبل المحامية الناميبية المولد أنيتا غروبلر وزوجتها جنوب الأفريقية سوزان جاكوبس، اللتان تعيشان معا في علاقة مثلية منذ أكثر من 25 عامًا، في محاولة للاعتراف بزواجهما الذي تم عقده في جنوب أفريقيا عام 2009 في ناميبيا والحصول على حقوق الإقامة لجاكوبس. حددت الزوجتان وزارة الداخلية والهجرة كمتهمين في الدعوى. قرر مجلس اختيار الهجرة في 25 يوليو الموافقة على طلب جاكوبس للحصول على تصريح إقامة دائمة في ناميبيا، وقد دفعت المبلغ المطلوب وقدره 18.000 دولار أمريكي للحصول على تصريح، ولكن في أكتوبر 2019 لم يتم إصدارها لها حتى الآن. وافقت الزوجتان على النظر في اتفاق تسوية محتمل وسحب الدعوى بمجرد إصدار تصريح الإقامة.
تم رفع دعوى ثالثة في عام 2018 من قبل أنيت سيلر-ليل وزوجتها الألمانية أنيتا سيلر-ليل، اللتان تعيشان معا في علاقة مثلية منذ عام 1998. وتسعى الزوجتان إلى الاعتراف بزواجهما الذي تم عقده في ألمانيا عام 2017 في ناميبيا.
في يونيو 2019، أمر القاضي بيتروس داماسيب بتخصيص هيئة قضائية كاملة من ثلاثة قضاة للنظر في جميع القضايا في الانتظار. في سبتمبر 2019، وافق بوتيغيتر وداغيشو على توحيد قضيتهم في قضية سيلر-ليل. ويجادلون بأن عدم وجود عبارات جنسية بخصوص الزواج في القانون الناميبي يتطلب من الحكومة الاعتراف بحالات زواجهم.